# Flerungen

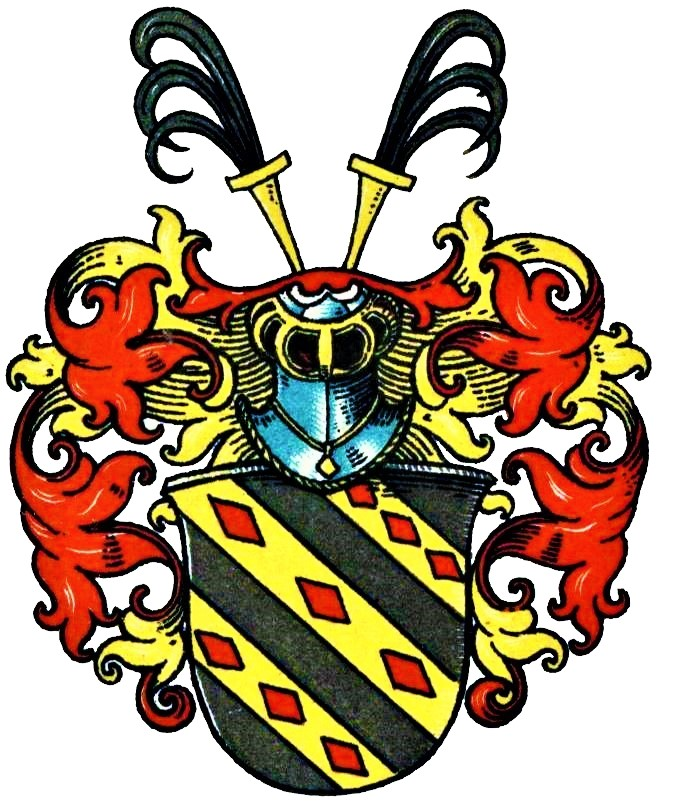
Wappen derer von Flerungen im Wappenbuch des Westfälischen Adels

Flerungen (auch Fleringen, früher Vlederingen o. ä.) ist der Name eines erloschenen niederländisch-westfälischen Adelsgeschlechts.

## Geschichte

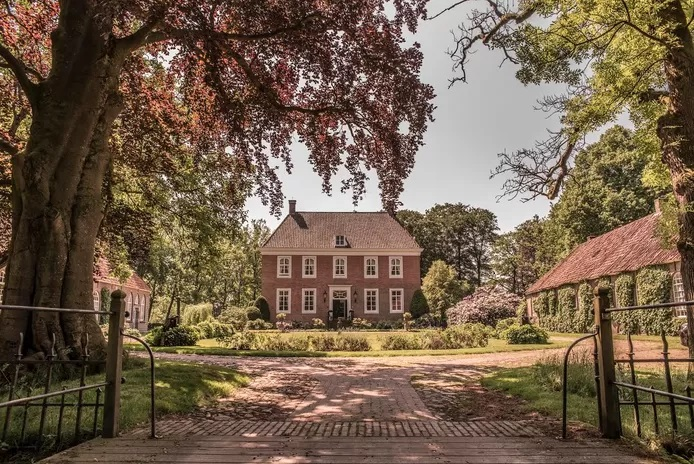
Rittergut Herinckhave in Tubbergen-Fleringen

Das Geschlecht stammt aus der niederländischen Bauernschaft Fleringen, heute ein Ortsteil von Tubbergen, in der Provinz Overijssel. Dort besaßen die Herren von Vlederingen im 14. Jahrhundert das Rittergut Herinckhave.
Bereits 1133 erscheint ein Hugo de Fledre in einer von Rudolf von Steinfurt ausgestellten Urkunde. 1252 erklärte Sophia, Priorin des Klosters Weerselo, dass Hermannus de Vletheringe ein Haus an den Konvent verkauft hatte. Ein Hof te Vlederingen kommt urkundlich erst 1337 im Lehnsregister von Otto III. von Bentheim vor.
Hermann van Vlederingen, Burgmann von Goor, wird um 1310 genannt. Seine Tochter Mechtild war mit Jacob Swartecop verheiratet. Hadewych (Hedwig), eine weitere Tochter, die um 1383 einen Zehnten in Albergen, Fleringen und Zenderen als Lehen des Bischofs von Utrecht besaß, heiratete Arend Grubbe. Sie verstarb vermutlich 1384. Ein namentlich nicht bekannter Sohn Hermanns hatte drei Söhne: Hermann, Hugo und Johann. Hugo (van Versene geheeten) van Vlederinghe war 1405 Richter in Ootmarsum. Johann trat 1439 urkundlich auf. Hermann wiederum hatte einen Sohn namens Dirk van Vledringen, der mit Hadewych van Eschendorp verheiratet war. Die Eheleute saßen auf Herinckhave. Ihr Sohn hieß wie sein Großvater Hermann. Er trat 1449 dem Deutschen Orden bei. Weder von ihm noch von seinem Vater oder seinen Großonkeln sind weitere Nachkommen bekannt. Haus Herinckhave fiel dadurch an die Grubbe. 1457 wurde Hermann Grubbe mit dem Haus belehnt.
Das Wappen der Herren von Flerungen findet sich am Chorgestühl der Prämonstratenserstiftskirche Cappenberg in Selm. Dort wurde es als Teil der Ahnentafel der Steveninck angebracht. Nach dieser Ahnentafel war eine von Flerungen um 1450 mit einem von Hövell verheiratet.

## Wappen
Blasonierung: In Schwarz drei rechtsschräge goldene Balken, jeder mit drei roten Wecken belegt. Auf dem Helm zwei Wedel von schwarzen Fahnenfedern mit goldenen Griffen. Die Helmdecken sind rot-golden.